# Coke County
Das Coke County ist ein County im Bundesstaat Texas der Vereinigten Staaten. Das U.S. Census Bureau hat bei der Volkszählung 2020 eine Einwohnerzahl von 3.285 ermittelt. Der Sitz der County-Verwaltung (County Seat) befindet sich in Robert Lee.

## Geographie
Das County liegt etwa 100 km nordwestlich des geographischen Zentrums von Texas und hat eine Fläche von 2403 Quadratkilometern, wovon 76 Quadratkilometer Wasserfläche sind. Es grenzt im Uhrzeigersinn an folgende Countys: Nolan County, Runnels County, Tom Green County, Sterling County und Mitchell County.

## Geschichte
Coke County wurde 1889 aus Teilen des Tom Green Countys gebildet. Benannt wurde es nach Richard Coke, dem 15. Gouverneur von Texas.
Zwei Bauwerke des Countys sind im National Register of Historic Places (NRHP) eingetragen (Stand 19. Oktober 2018), das Coke County Jail und Fort Chadbourne.

## Demografische Daten

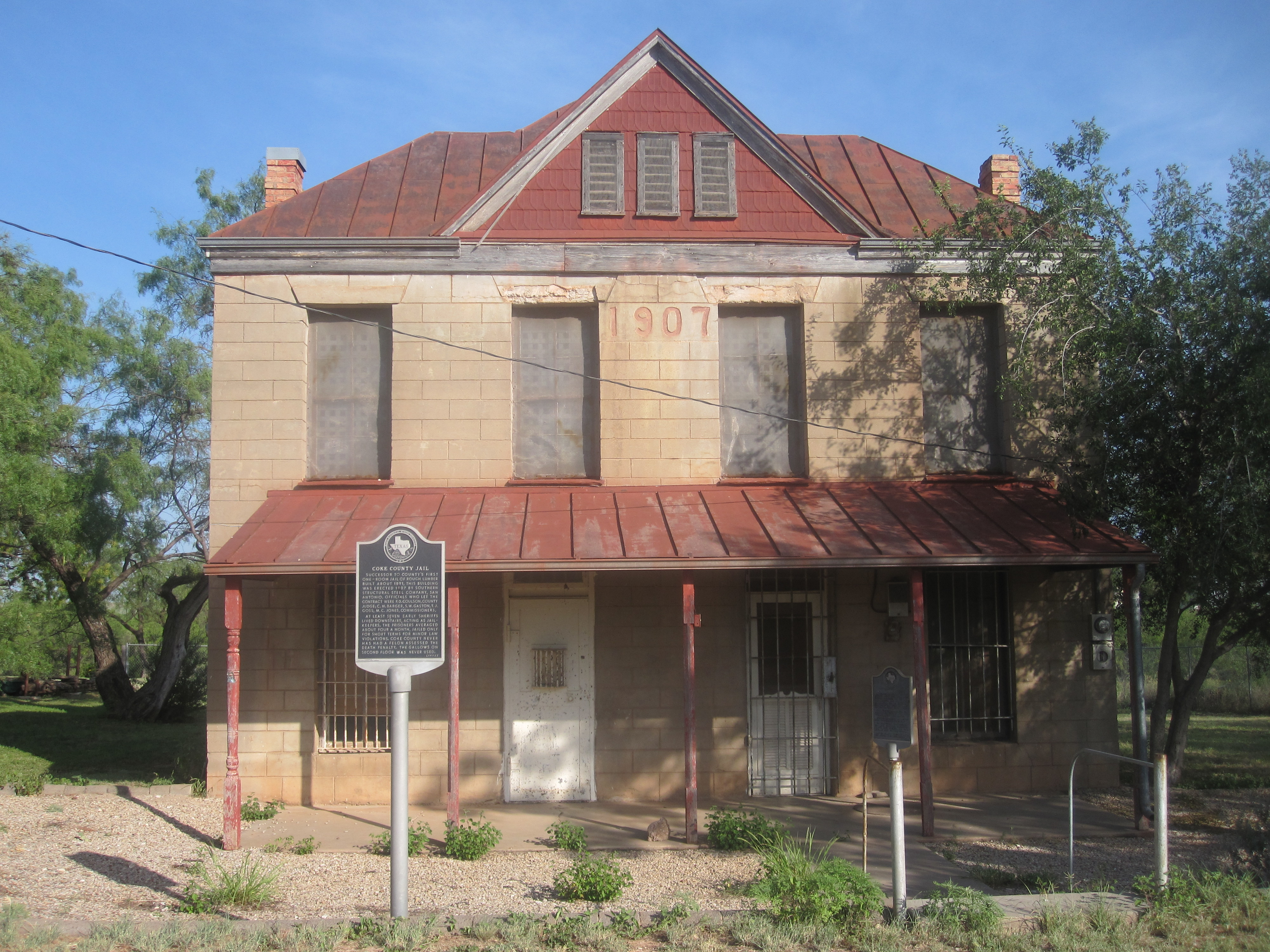
Coke County Jail, Bezirksgefängnis, gelistet im NRHP mit der Nr. 04001395

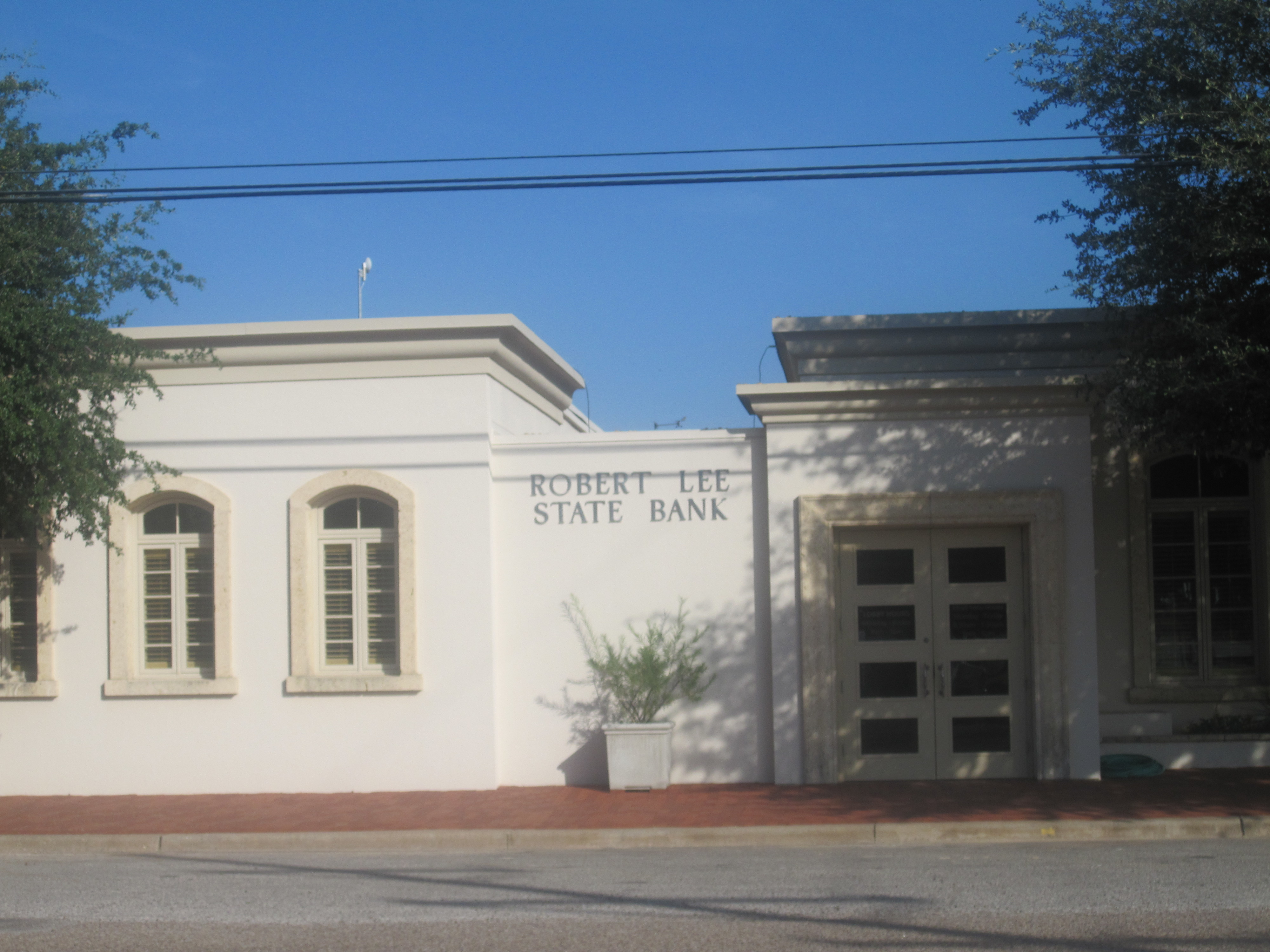
Robert Lee State Bank

Nach der Volkszählung im Jahr 2000 lebten im Coke County 3.864 Menschen in 1.544 Haushalten und 1.068 Familien. Die Bevölkerungsdichte betrug 2 Einwohner pro Quadratkilometer. Ethnisch betrachtet setzte sich die Bevölkerung zusammen aus 88,85 Prozent Weißen, 1,94 Prozent Afroamerikanern, 0,78 Prozent amerikanischen Ureinwohnern, 0,08 Prozent Asiaten, 0,03 Prozent Bewohnern aus dem pazifischen Inselraum und 6,94 Prozent aus anderen ethnischen Gruppen; 1,40 Prozent stammten von zwei oder mehr Ethnien ab. 16,90 Prozent der Einwohner waren spanischer oder lateinamerikanischer Abstammung.
Von den 1.544 Haushalten hatten 27,1 Prozent Kinder oder Jugendliche, die mit ihnen zusammen lebten. 58,4 Prozent waren verheiratete, zusammenlebende Paare 8,1 Prozent waren allein erziehende Mütter und 30,8 Prozent waren keine Familien. 29,0 Prozent waren Singlehaushalte und in 18,3 Prozent lebten Menschen im Alter von 65 Jahren oder darüber. Die durchschnittliche Haushaltsgröße betrug 2,31 und die durchschnittliche Familiengröße betrug 2,84 Personen.
24,4 Prozent der Bevölkerung war unter 18 Jahre alt, 7,5 Prozent zwischen 18 und 24, 20,5 Prozent zwischen 25 und 44, 23,6 Prozent zwischen 45 und 64 und 24,1 Prozent waren 65 Jahre alt oder älter. Das Medianalter betrug 43 Jahre. Auf 100 weibliche Personen kamen 100 männliche Personen und auf 100 Frauen im Alter von 18 Jahren oder darüber kamen 94,2 Männer.
Das jährliche Durchschnittseinkommen eines Haushalts betrug 29.085 USD, das Durchschnittseinkommen einer Familie betrug 36.724 USD. Männer hatten ein Durchschnittseinkommen von 30.778 USD, Frauen 19.596 USD. Das Prokopfeinkommen betrug 16.734 USD. 9,7 Prozent der Familien und 13,0 Prozent der Einwohner lebten unterhalb der Armutsgrenze.

## Orte im County
| - Blackwell - Bronte - Edith | - Fort Chadbourne - Robert Lee - Sanco | - Shawville - Silver - Tennyson |